# Skulpturenweg

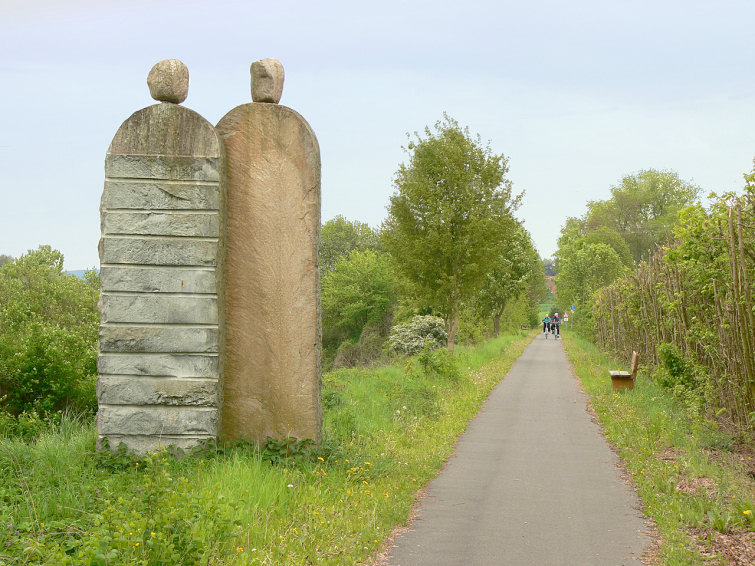
Skulpturenweg Lamspringe–Bad Gandersheim

Skulpturenwege (auch Kunstwanderwege) sind Spazier- oder Wanderwege, an denen sich zahlreiche, eigens für diesen Ort entworfene Skulpturen befinden. Als künstlerisches Konzept stehen Skulpturenwege der Land Art nahe. Bei der Anlage von Skulpturenwegen wird versucht, Kunstwerke und Landschaft in einen Einklang zu bringen, um so den ästhetischen Genuss zu vergrößern.
In den letzten Jahren entstanden besonders im deutschsprachigen Raum zahlreiche Skulpturenwege. Neben ästhetischen Gesichtspunkten stehen häufig auch wirtschaftliche und touristische Interessen der jeweiligen Kommunen.
Im Unterschied zum Skulpturengarten wird jedoch kein Eintrittsobolus verlangt und sie sind meist keiner Institution angegliedert.
Häufig werden die Skulpturen während eines Bildhauersymposiums gemeinsam von den Künstlern gestaltet.

## Skulpturenwege in Deutschland

### Baden-Württemberg
- Der Besigheimer Skulpturenpfad in Besigheim wurde 2003 zum 850-jährigen Bestehen Besigheims angelegt. Seit 2011 umfasst er mehr als zwanzig Werke.
- Sculptoura im Heckengäu.[1]
- Die Skulptour Bietigheim-Bissingen wurde in den frühen 1980er Jahren begonnen. Vor allem auf öffentlichen Plätzen und in Parkanlagen entstand eine Sammlung von mehr als 35 zeitgenössischer Skulpturen und Plastiken auch international renommierter Künstler.
- Der Besinnungsweg Fellbach wurde 1999 gegründet. Er umfasst bisher 7 von 12 geplanten Skulpturen. Ihnen sind Themen und Zitate aus Literatur, Religion und Philosophie zugeordnet.
- Der Wein-Panorama-Weg in Heilbronn wurde durch die dauerhafte Aufstellung von zahlreichen Skulpturen zu einem Skulpturenweg umgestaltet.
- Der Jerg Ratgeb Skulpturenpfad wurde 2012 in Herrenberg eröffnet. Bis Mai 2015 sollen 25 Werke aufgestellt werden.
- Der Skulpturenweg Kaiserstuhl-Hohentengen ist ein grenzüberschreitendes Projekt, das auf einem Rundweg am Hochrhein die Gemeinden Kaiserstuhl AG, Weiach und Glattfelden (Schweiz) sowie Hohentengen am Hochrhein (Deutschland) verbindet. An der Wegstrecke befinden sich zehn Skulpturen.[2]
- Der Kirchheimer Kunstweg in Kirchheim unter Teck umfasst seit 2004 eine Sammlung zeitgenössischer Werke deutscher und internationaler Künstler in der Innenstadt und einem Teilort.
- Der Skulpturenweg Maulbronn ist ein Fußweg in der Maulbronner Talaue der Salzach im Enzkreis. Er führt auf das ehemalige Zisterzienserkloster Maulbronn zu. Seit 2011 wurden sukzessive Skulpturen überregional bekannter Künstler aufgestellt.
- Der Lörracher Skulpturenweg in Lörrach wurde zwischen 1986 und 1991 als Rundgang im Stadtzentrum angelegt. Er führt zu mehr als zwanzig Werken deutscher und internationaler Künstler.
- Skulpturenmeile Mannheim umfasst seit 1994 eine Sammlung von mehr als 60 modernen und aktuellen Werken, die in der Innenstadt aufgestellt sind.
- Der Pfinztaler Skulpturenweg ist seit 2001 geöffnet. 23 Künstler stellen auf dem Weg aus. Der Skulpturenweg in Kleinsteinbach bringt nicht nur Kunst in den Ort, sondern auch die Natur mitten im Ort den Menschen näher. In regelmäßigen Abständen finden organisierte Führungen statt.[3]
- Der Kunstweg am Reichenbach ist ein Skulpturenweg bei Gernsbach im Nordschwarzwald. In einem Landschaftsschutzgebiet erstreckt er sich über 3,2 km zwischen Hilpertsau, Weisenbach und Reichental. Seit 2006 wurden mehr als 25 Skulpturen und Land Art Werke installiert.
- Skulpturenweg Rielasingen-Worblingen: 10 Künstler aus Deutschland, Frankreich und Italien zeigen entlang der Radolfzeller Aach Skulpturen zum Thema „Grenzen und Verbindungen“.[4]
- Skulpturen-Rundgang Schorndorf – 43 Skulpturen im öffentlichen Raum von Timm Ulrichs, Erich Hauser, Eckhart Dietz, Robert Schad u. a. Künstlern.
- Der Skulpturenpfad Schwäbisch Gmünd umfasst 19 Kunstwerke im historischen Stadtkern.
- Wege zur Kunst in Schwäbisch Gmünd-Straßdorf – mit Werken von Eckhart Dietz, Fritz Nuss, Jakob Wilhelm Fehrle, Max Seiz u. a.
- Der Kunstpfad Universität Ulm wurde 1989/90 auf dem Universitätsgelände Oberer Eselsberg eingerichtet. Er umfasst über 60 Skulpturen auch international renommierter Künstler.
- Skulpturenpfad in den Weinbergen in Weinstadt-Strümpfelbach – mit 43 Skulpturen aus Bronze und Stein von Karl Ulrich Nuss sowie dessen Vater, Fritz Nuss.[5]
- Skulpturenallee „Paare“ beim Naturfreundehaus Strümpfelbach, initiiert von Karl Ulrich Nuss – mit 10 bronzenen Skulpturen.[6]
- Der Skulpturenweg Niederalfingen-Neuler befindet sich im Krähenbach- und Schlierbachtal südlich von Neuler und umfasst in insgesamt 4 Abschnitten über 80 Skulpturen.[7]
- Weg der Besinnung zwischen dem Furtlepass und dem Gipfel des Bernhardus bei Schwäbisch Gmünd[8]

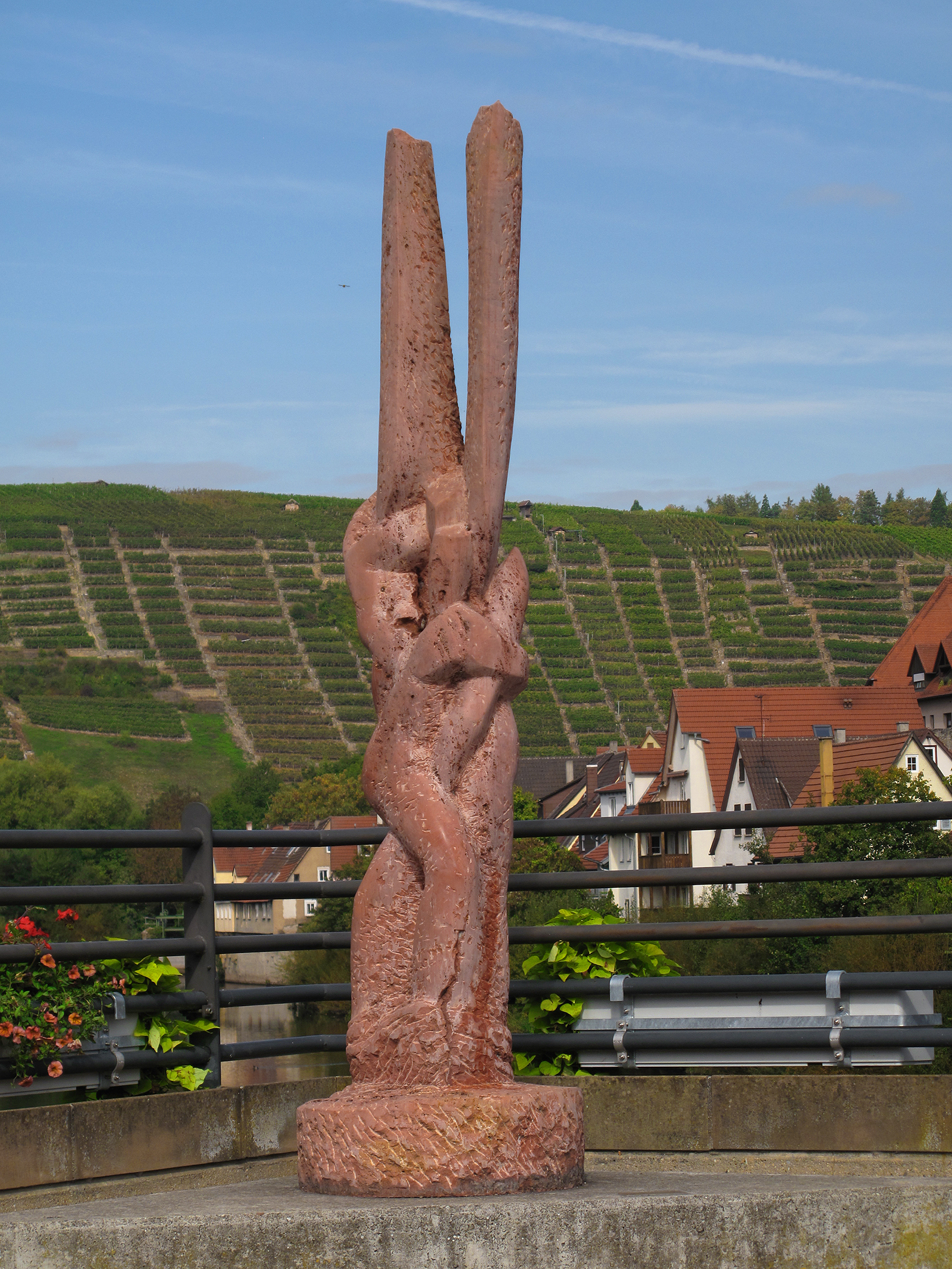
Besigheimer Skulpturenpfad
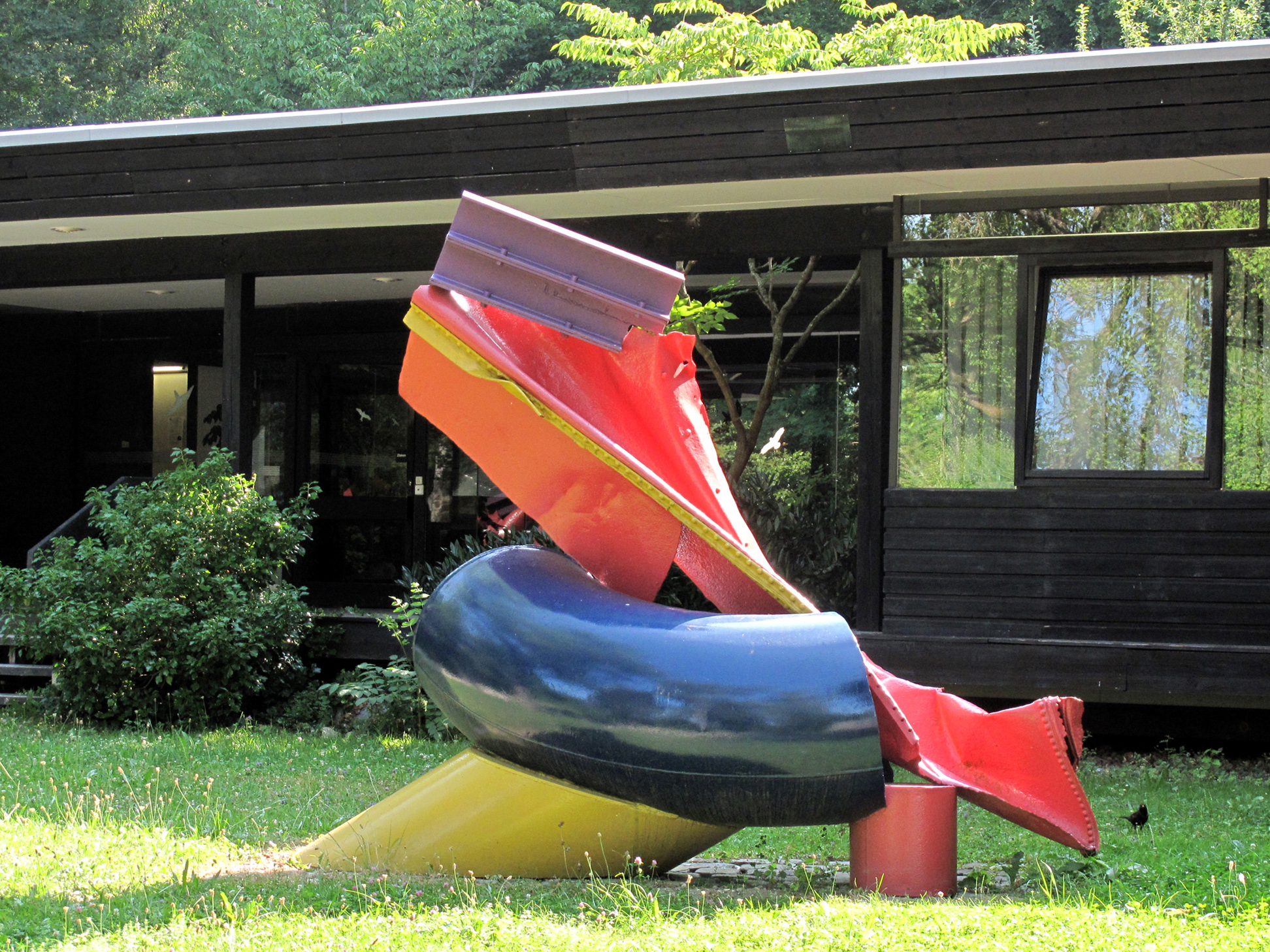
Klaus H. Hartmann (Pink Flamingo, 1989) am Kunstpfad Universität Ulm
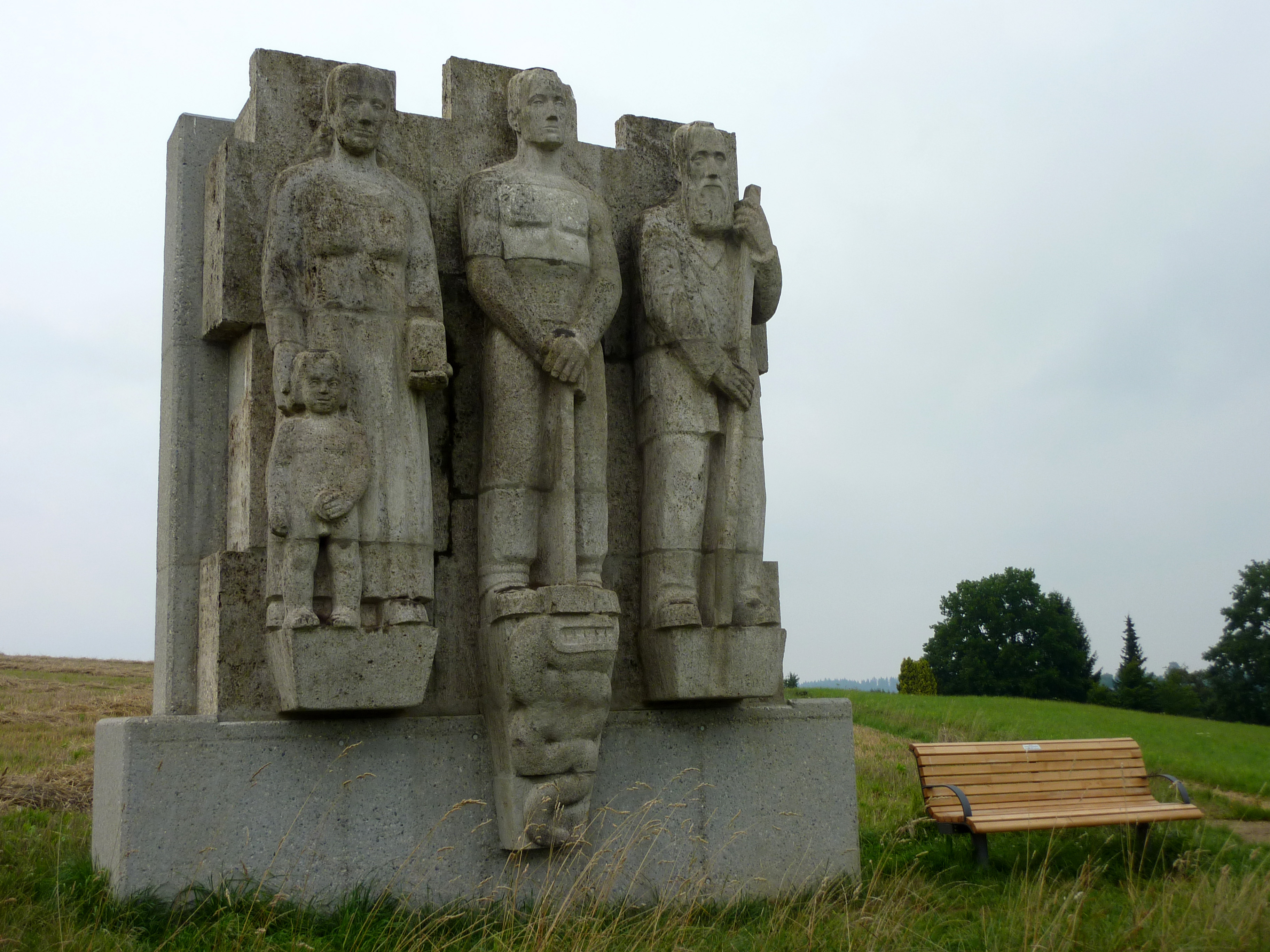
Adolf Bidlingmaier (Lebensalter, 1939) an Wege zur Kunst

### Bayern
- Der Amberger Skulpturenweg ist rund 3,5 km lang und umfasst 26 Werke von 23 Künstlern.
- Weg der Besinnung in Bad Kissingen (2 km; 12 Stationen)

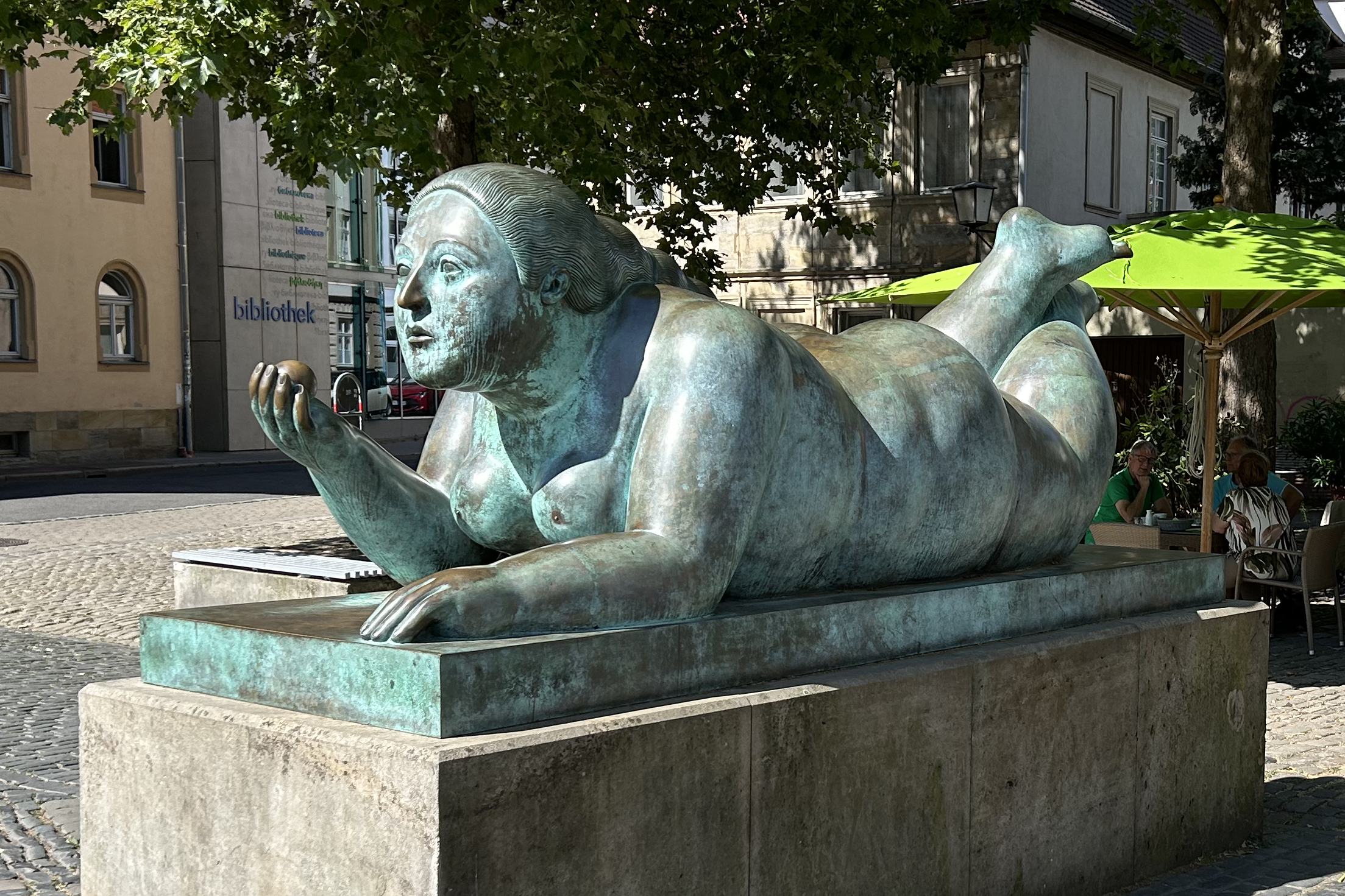
Skulptur „Liegende mit Frucht“, geschaffen von Fernando Botero

- Der vom Internationalen Künstlerhaus Villa Concordia in Bamberg ins Leben gerufene „Bamberger Weg moderner Skulpturen“[9] enthält mittlerweile zahlreiche Werke von international namhaften Künstlern, u. a. von Joannis Avramidis, Fernando Botero, Rui Chafes, Bernhard Luginbühl, Markus Lüpertz, Igor Mitoraj und Jaume Plensa.
- Der Kunst- und Besinnungsweg ist ein 3,3 km langer Skulpturenweg im Ellertal mit insgesamt 18 Werken.
- Skulpturenweg Walberla, 2,4 Kilometer lang, 10 Skulpturen von 10 bayrischen Künstlern, nordöstlich von Erlangen.

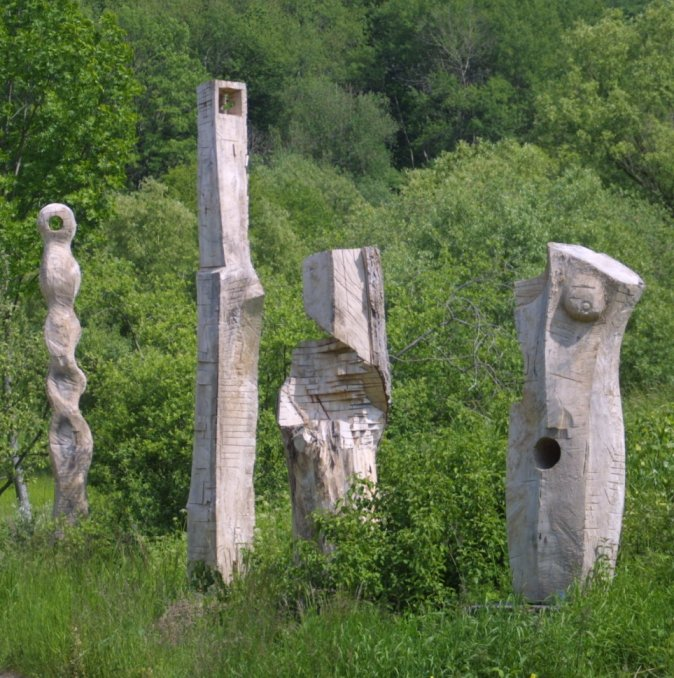
Skulpturen an der Fränkischen Straße der Skulpturen

- Die Fränkische Straße der Skulpturen ist ein Rundweg um die Gemeinde Litzendorf (bei Bamberg) mit 20 Skulpturen von Künstlern aus Deutschland und dem europäischen Ausland. 1994 begann der Bildhauer und Grafiker Ad Freundorfer mit den ersten Bildhauersymposion. Seither finden in unregelmäßigen Abständen Bildhauersymposien statt.

### Berlin
- Zur 750-Jahr-Feier Berlins im Jahr 1987 und im Zusammenhang des Kulturhauptstadtsjahres 1988 wurde zwischen Rathenau- und Wittenbergplatz die temporäre Ausstellung Skulpturenboulevard mit sieben Großskulpturen und Installationen eingerichtet. Drei der Skulpturen stehen noch an ihrem ursprünglichen Platz.
- Menschenlandschaft Berlin ist ein 1987 installiertes Kunstprojekt in Berlin-Kreuzberg. Es handelt sich dabei um einen Skulpturenweg, der vom Schlesischen Tor zum May-Ayim-Ufer führt und dabei sieben Bildhauer-Kunstwerke enthält. Entstanden ist das Projekt bei einem Bildhauer-Symposium.
- Steine ohne Grenzen ist seit 2001 ein fortlaufendes politisch motiviertes Skulpturenprojekt. Die Begründer sind die Bildhauer Rudolf J. Kaltenbach und Silvia Fohrer. In Berlin ist das größte Teilstück zu sehen mit 120 mittel- und großformatigen Skulpturen auf den Flächen der Rieselfeldlandschaft Hobrechtsfelde zum Barnim, eine etwa 21 km durchgängige Wegstrecke. Ein weiterer Standort ist Berlin-Mitte, Matthäikirchplatz, mit 5 großformatigen Skulpturen. Die Wegstrecke verbindet sich im deutschen Netzwerk mit den Standorten Bad Belzig, Teltow, Brück und Bernau. Seit 2012 ist sie Teilstück der Straße des Friedens.

### Brandenburg
- Der Kunstwanderweg Hoher Fläming wurde im Sommer 2007 eröffnet und führt auf einer 17 km langen Nordroute und seit Mai 2010 auch auf einer 16 km langen Südroute von Bad Belzig nach Wiesenburg/Mark. Im März 2023 wurde der Kunstwanderweg um den 10 km langen Kunstwanderweg XR zwischen dem Bahnhof Wiesenburg und Klein Glien erweitert.
- 2017 wurde der Skulpturenboulevard zwischen Birkenwerder und Hohen Neuendorf eröffnet.

### Hessen
- Der Internationale Waldkunstpfad in Darmstadt vom Böllenfalltor bis zur Ludwigshöhe[10]

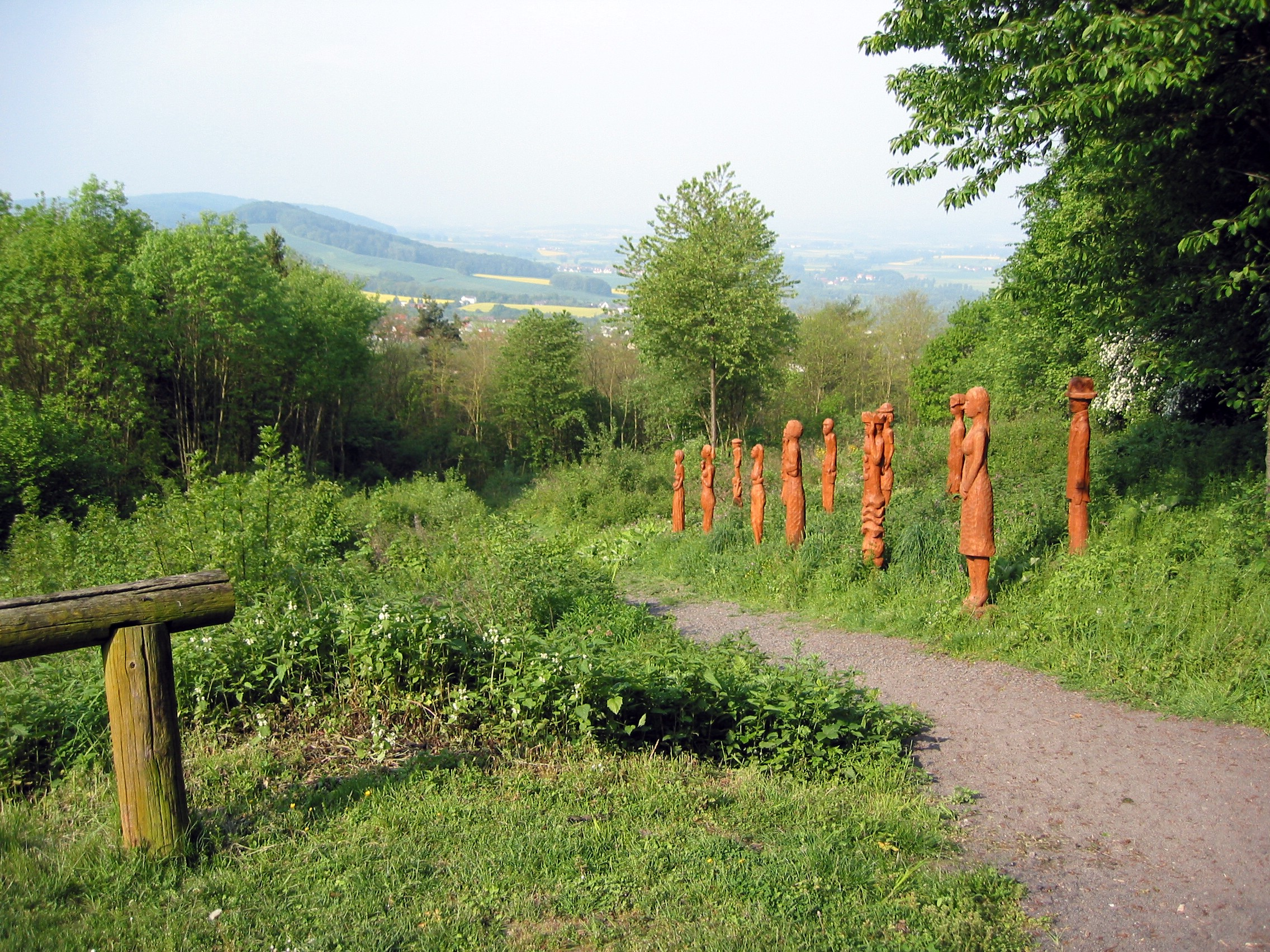
Skulpturen am Kunstwanderweg Ars Natura bei Felsberg (Hessen)

- Der Gießener Kunstweg seit 1982, Campus Justus-Liebig-Universität in Gießen. 14 Skulpturen im öffentlichen Raum von Stephan Balkenhol, Per Kirkeby, Gerhard Marcks, Ernst Hermanns, Michael Croissant, Claus Bury, Karl Prantl, Hans Steinbrenner und Ulrich Rückriem.
- Der Skulpturenweg Aarbergen verbindet thematisch alle Ortsteile Aarbergens miteinander. Auf der Wegstrecke werden 11 Skulpturen von verschiedenen Künstlern gezeigt.[11]
- Die Skulpturenallee Bad Homburg mit Skulpturen verschiedener Künstler
- Die rund zwei Kilometer lange Kunstmeile Poppenhausen mit Skulpturen verschiedener Künstler[12]

### Mecklenburg-Vorpommern

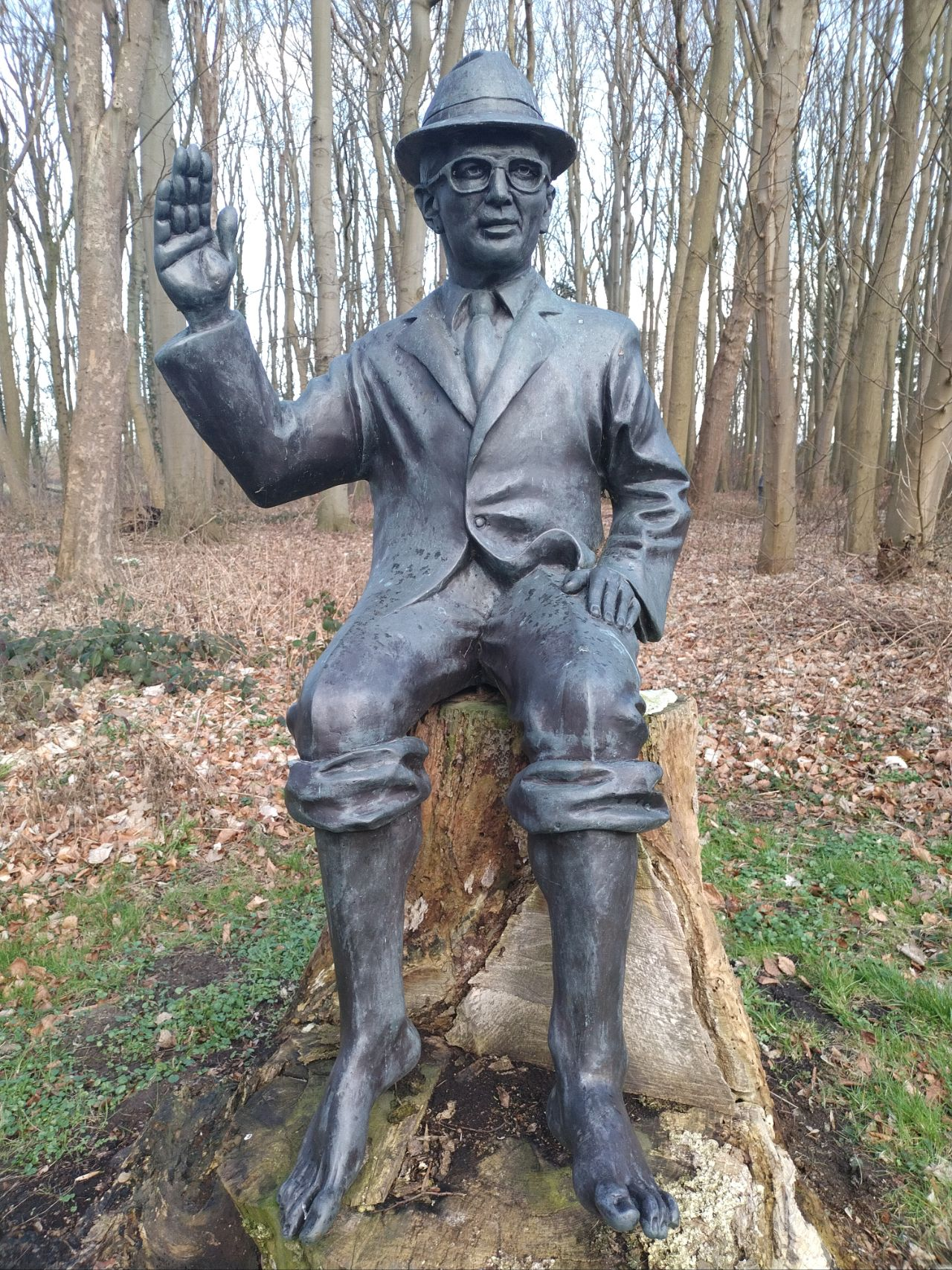
Erich Honecker im Lehrpfad der unholdigen Personen

- Der Lehrpfad der unholdigen Personen im Wald des Gutshauses Klein Strömkendorf in Am Salzhaff, Mecklenburg-Vorpommern zeigt verschiedene Persönlichkeiten aus der Politik.
- Skulpturenweg Burg Schlitz-Görzhausen: rund 1,5 Kilometer langer Wanderweg zwischen der Burg Schlitz und Görzhausen mit über 20 Skulpturen

### Niedersachsen
- Am Rundweg Bewegte Steine bei Brelingen in der Region Hannover vermitteln zehn Skulpturen Einblicke in die eiszeitliche Entstehung des Brelinger Berges. Das Projekt „Bewegte Steine“ verknüpft den klassischen Skulpturenweg mit einem geologischen Erlebnispfad.
- Der Skulpturenpfad Damme, der sich im Zentrum der Stadt befindet, besteht zurzeit aus 44 Skulpturen an 37 Standorten.[13]
- Skulpturenmeile Goldenstedt: Im Bereich des Ortszentrums von Goldenstedt sind zwölf Skulpturen (Stand: Juni 2014) aufgestellt, von denen die meisten von Uwe Oswald angefertigt wurden.[14]
- Die Skulpturenmeile Hannover ist ein etwa 1.500 m langer Straßenzug in Hannover mit acht Skulpturen, überwiegend aus Metall. Die sehr unterschiedlichen Arbeiten befinden sich überwiegend auf der grünen Mittelinsel einer vierspurigen und stark befahrenen Straße.
- Die Hasetaler Kunstroute verläuft entlang dem Radfernweg Hase-Ems-Tour von Bersenbrück nach Meppen. In jeder der sieben Städte und Gemeinden, durch die die Hase in diesem Abschnitt fließt, ist mindestens eine Skulptur in der Nähe des Flusses aufgestellt.
- Skulpturenufer Hude: Auf einer 1,4 Hektar großen Wiese am Huder Bach sind ca. 40 öffentlich zugängliche Werke des Bildhauers Wolf E. Schultz ausgestellt. Die Anlage besteht seit 1992.
- Skulpturenpfad Kunst am Deich, zweiteiliger Skulpturenpfad entlang des Radwanderwegs rund um den niedersächsischen Jadebusen.
- Skulpturenweg Lamspringe–Bad Gandersheim als Radweg auf der ehemaligen Nebenbahnstrecke Kreiensen-Hildesheim zwischen Lamspringe und Bad Gandersheim auf 12 km Länge. Dieser Skulpturenweg ist das südliche Teilstück des 47 km langen Radwegs zur Kunst, der in Sarstedt an der Mündung der Innerste in die Leine beginnt, über Hildesheim, Bad Salzdetfurth, Bodenburg und Lamspringe führt und in Bad Gandersheim endet.
- Kunstwegen ist ein Netzwerk von Skulpturenwegen zwischen dem deutschen Nordhorn (Landkreis Grafschaft Bentheim) und dem niederländischen Zwolle (Provinz Overijssel), das seit Anfang der 1980er Jahre entstand und sich hauptsächlich entlang der Vechte erstreckt. Mehr als 60 Kunstwerke werden durch ein Wegenetz von etwa 140 km Länge verbunden.
- Am Skulpturenweg Salzgitter-Bad stehen insgesamt zehn Stahl-Skulpturen.
- Der Skulpturenpfad „See Sicht“ verläuft am Ostufer des Dümmers von der Ferienhaussiedlung Eickhöpen (Gemeinde Lembruch) nach Hüde. In seinem Nordabschnitt ist er teilweise streckengleich mit dem Skulpturenpfad „Die Sicht“.[15]
- Der Skulpturenpfad „Die Sicht“ beginnt am Diepholzer Schloss und endet am Dümmer-Museum in Lembruch. Der erste Abschnitt wurde im Juni 2014 fertiggestellt. Die meisten Objekte befinden sich im Mittelabschnitt des Pfades am Ufer der Wätering unweit der Bundesstraße 51, von wo aus einige von ihnen zu sehen sind. Im Jahr 2016 wurde der Pfad bis Lemförde verlängert. Vor allem entlang dem Ostufer des Dümmers wurden weitere Skulpturen aufgestellt. In seinem Südabschnitt ist der Skulpturenpfad „Die Sicht“ teilweise streckengleich mit dem Pfad „See Sicht“.[16]
- Kunstmeile der Stadt Wittmund: Skulpturenweg in Wittmund (Ostfriesland)
- Der Skulpturenpfad Wald-Weg-Zeichen im Friedeholz der Stadt Syke besteht seit 2001 als Verbindungsweg zwischen dem Kreismuseum Syke und dem Syker Vorwerk – Zentrum für zeitgenössische Kunst. Er setzt sich aus sieben hölzernen Installationen unterschiedlicher Künstler zusammen.
- Der 2018 eröffnete rund 16 km lange Skulpturenweg Warpe ist ein Rundweg in Warpe mit neun Kunstwerken von elf Künstlerinnen und Künstlern.

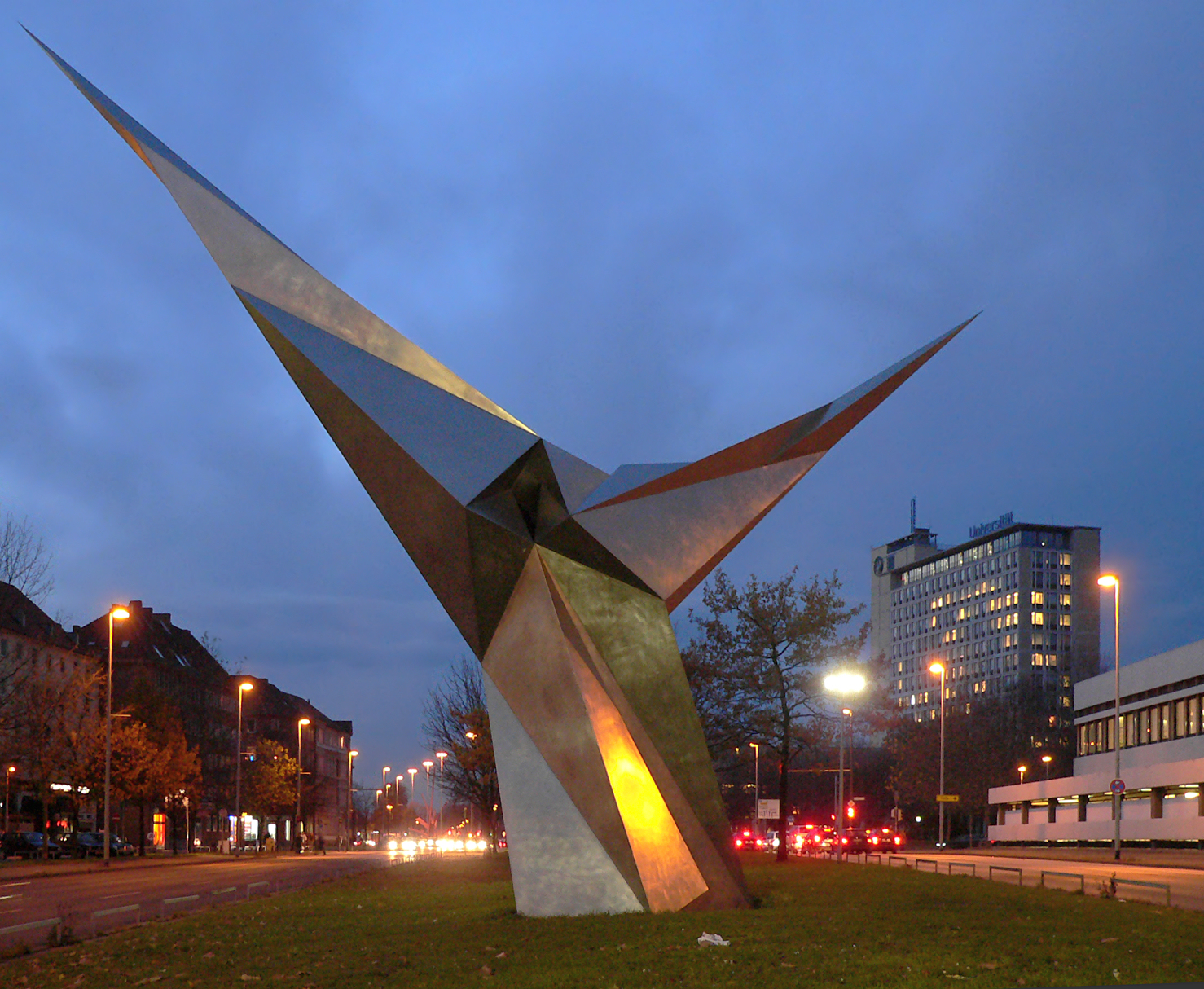
Skulpturenmeile Hannover mit 12 m hoher Figur Stahlengel
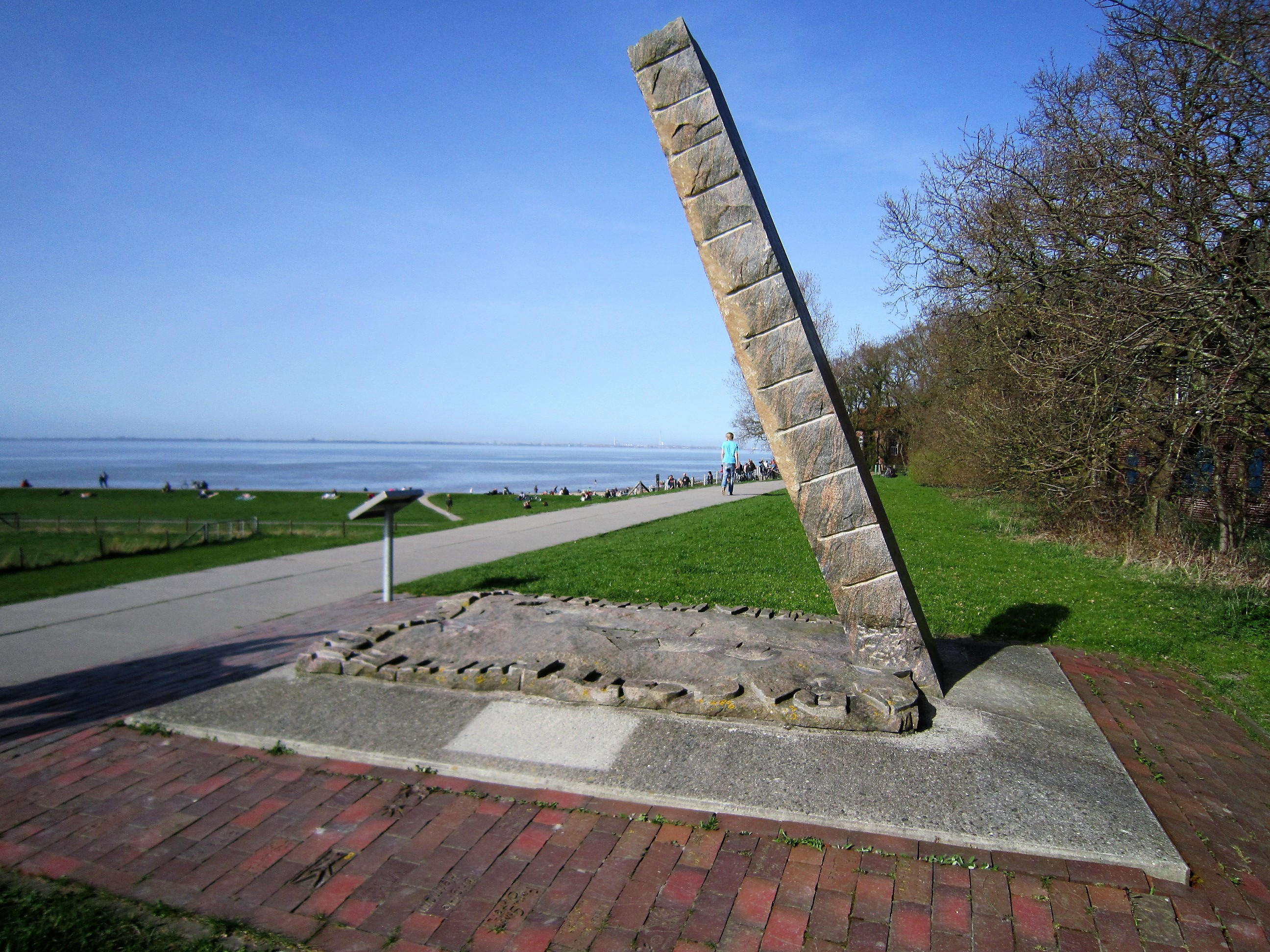
Skulptur 7. Tag der Schöpfung am Skulpturenpfad Kunst am Deich in Dangast
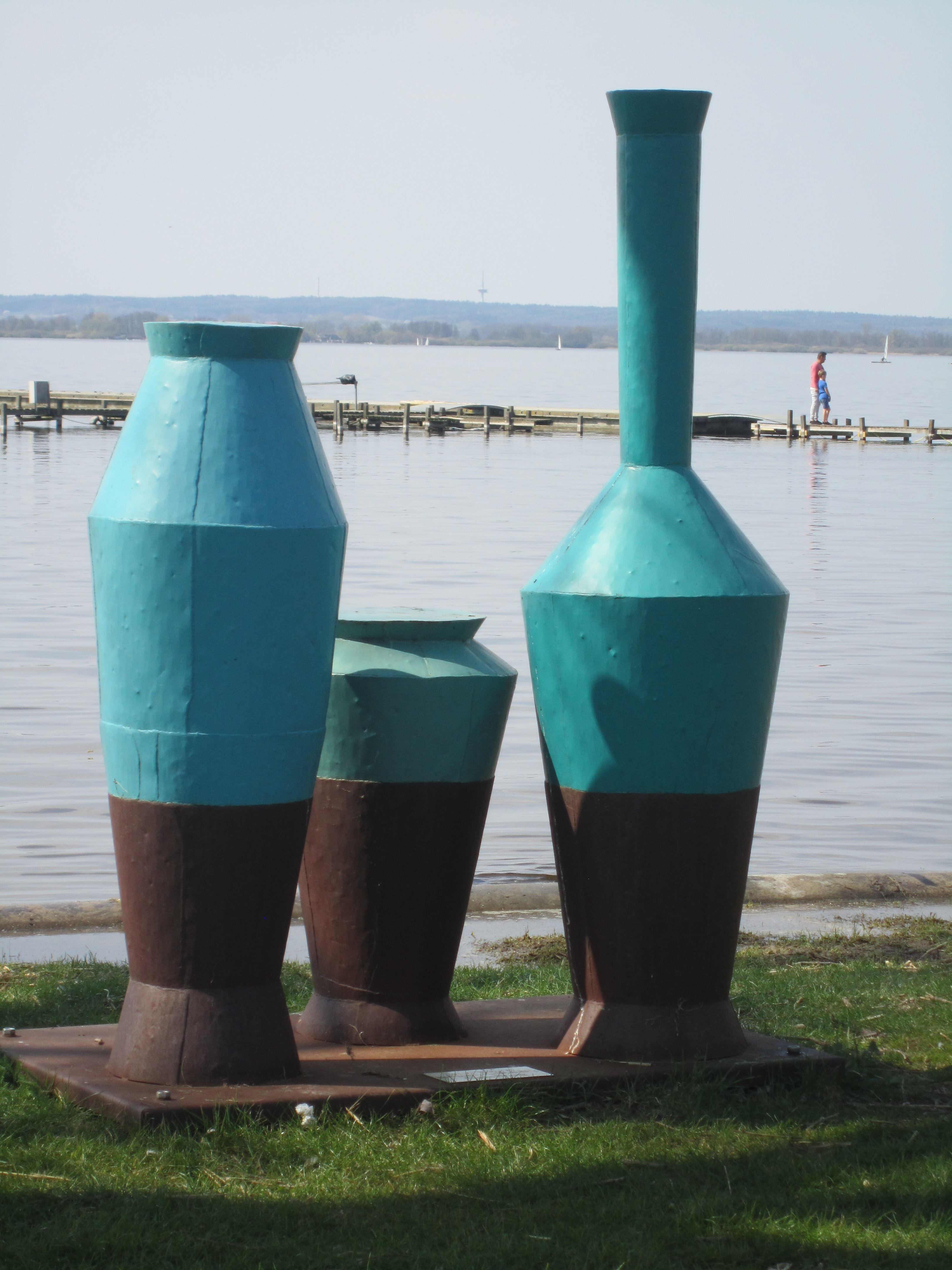
Stahlskulptur Regenfänger am Dümmerufer bei Lembruch
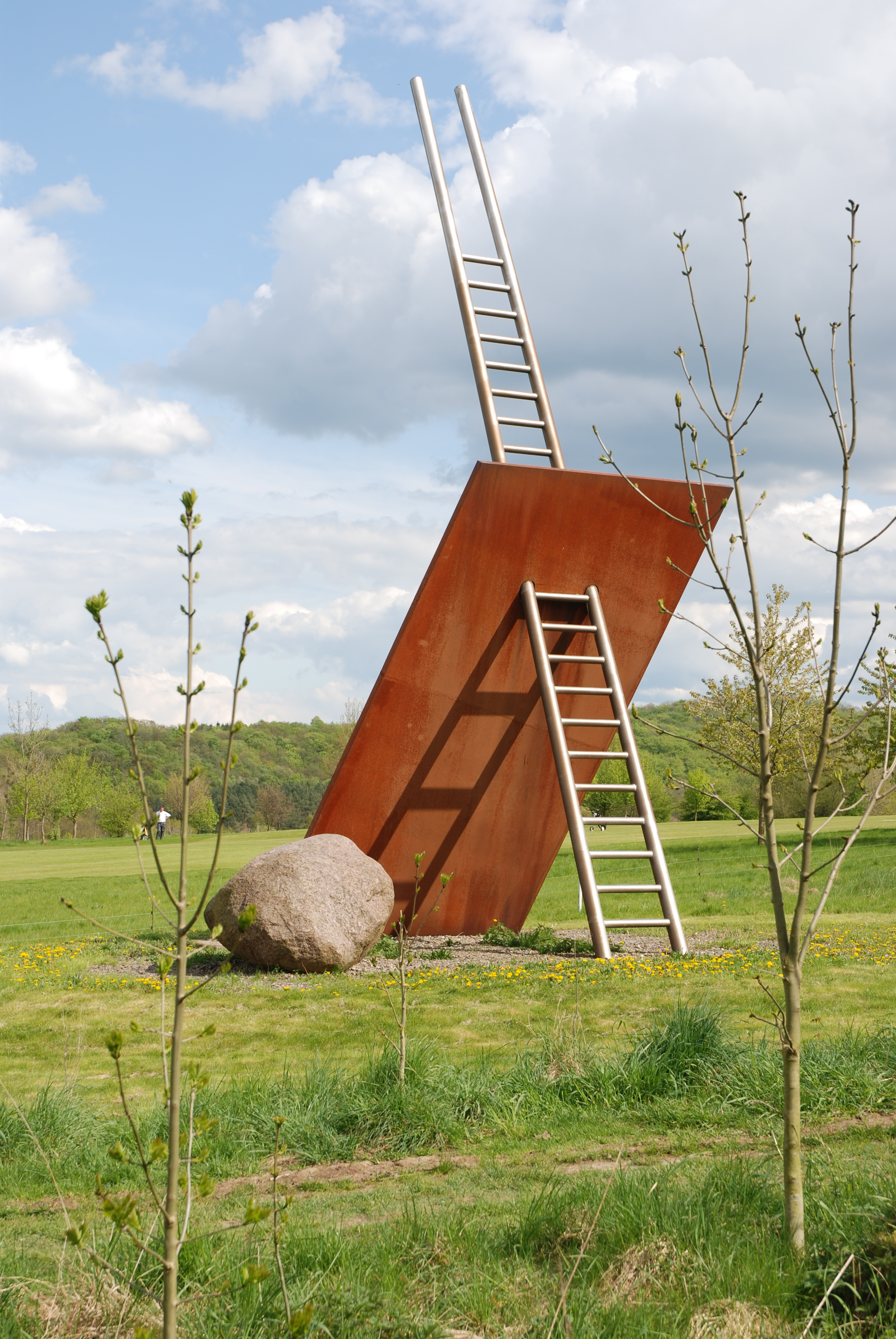
Skulptur Jakobsleiter am Skulpturenweg Salzgitter-Bad

### Nordrhein-Westfalen

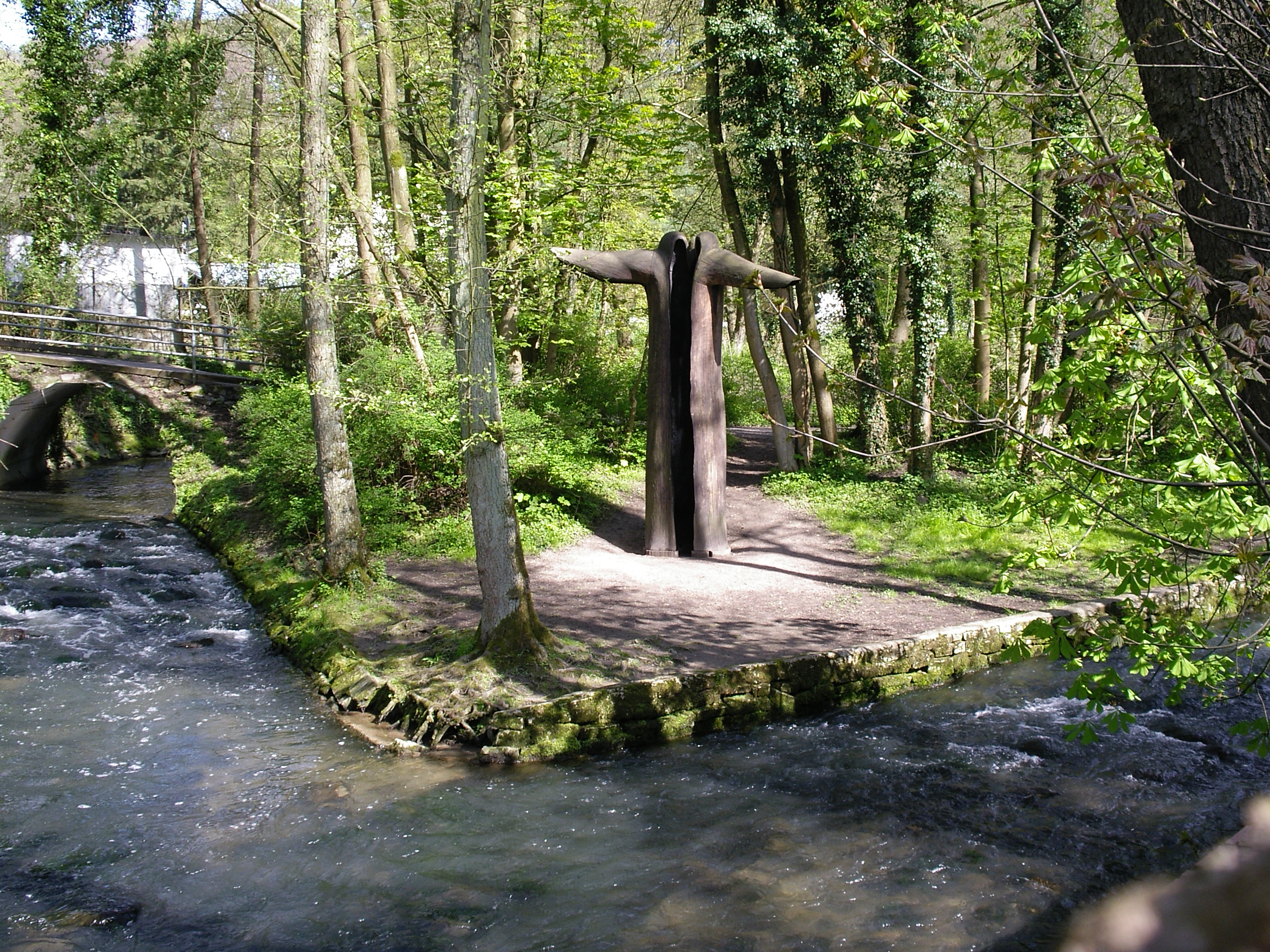
Skulptur von Volker Friedrich Marten (Woher-Wohin, 2002) am Kunstweg MenschenSpuren im Neandertal.

- Der Kunstweg Hinsbeck ist ein Skulpturenweg, der zwischen 1992 und 2002 in Hinsbeck eingerichtet wurde.
- Der Kunstweg MenschenSpuren ist ein Skulpturenweg mit Werken von 11 Künstlern im Neandertal.
- Der Waldskulpturenweg Wittgenstein–Sauerland ist ein 2000 eröffneter und 23,4 km langer Wanderweg, der im Rothaargebirge von Bad Berleburg nach Schmallenberg führt.
- Der Skulpturenpfad Kunst trifft Kohl ist eine seit 2005 jährlich von Juni bis September stattfindende Skulpturenausstellung in Münster.
- Die Brunnenmeile Duisburg befindet sich in der Innenstadt auf der Königstraße.
- Der Klangwald (10 Stationen mit Skulpturen und Installationen von Horst Rellecke) auf dem Rundwanderweg im Arnsberger Wald/westlich der B 229 beim „Torhaus“ (südlich-westlich des Möhnesees).
- Der Skulpturenweg Sankt Augustin befindet sich Zentrum von Sankt Augustin und ist als Rundweg konzipiert. (Siehe auch Liste von Kunstwerken im öffentlichen Raum in Sankt Augustin.)[17]
- Der Emscherkunstweg ist ein 101 Kilometer langer permanenter Skulpturenweg im Ruhrgebiet. Er entstand aus dem seit 2010 bestehenden Kunstprojekt Emscherkunst.

### Rheinland-Pfalz

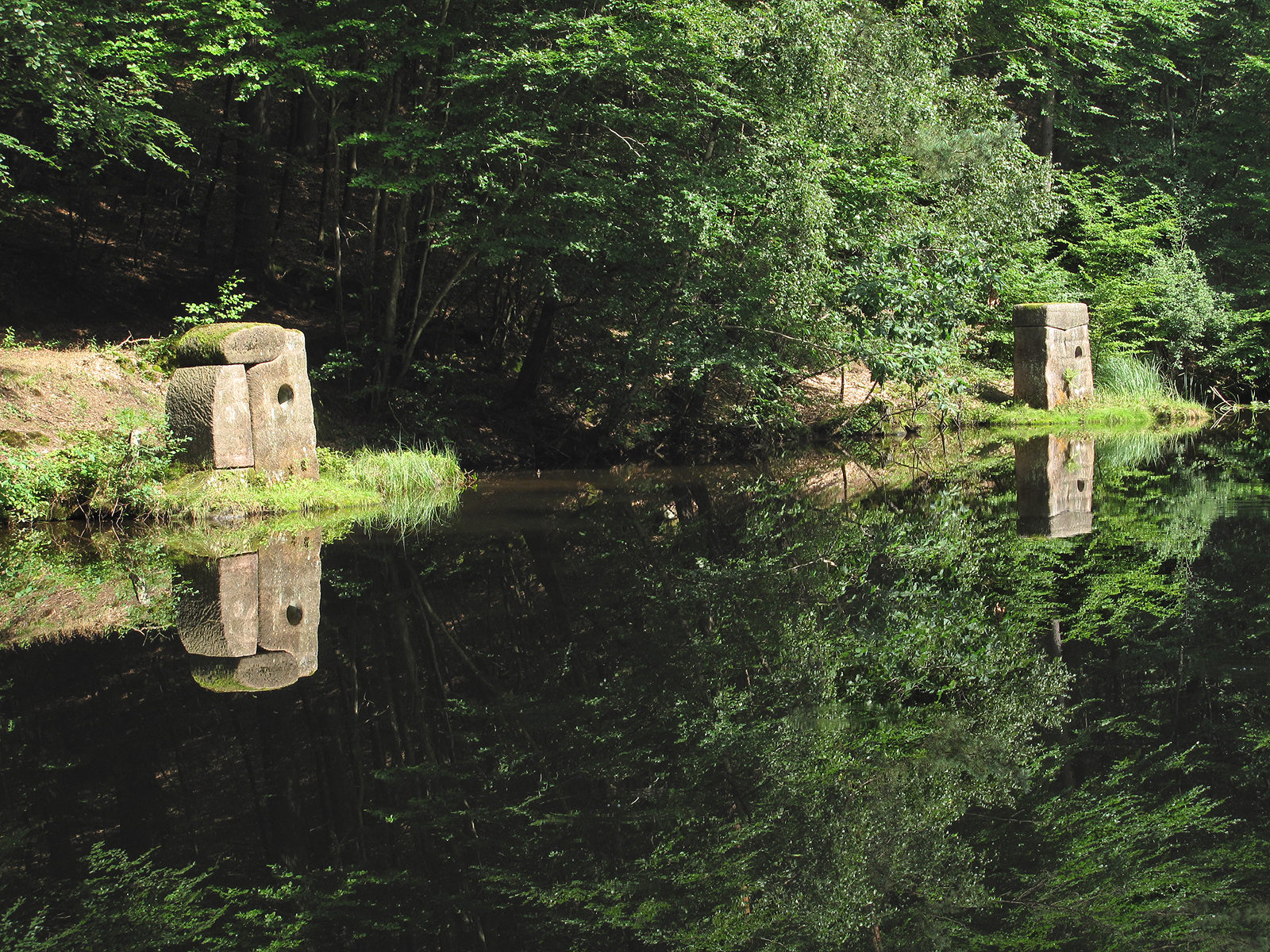
Willi Bauer, Gespräche zum Teich, 1986, Skulpturenweg Schweinstal

- Der Skulpturenweg Rheinland-Pfalz soll sukzessiv durch ganz Rheinland-Pfalz führen und alle Landesteile verbinden.
- Am Skulpturenweg Schweinstal wurde 1986 eines der ersten Bildhauersymposien in Rheinland-Pfalz durchgeführt. Heute umfasst er 25 Werke.
- Der Skulpturenweg Jockgrim wurde 1989 im Rahmen eines internationalen Bildhauersymposiums im Jockgrimer Bürgerpark angelegt.
- Der Skulpturenweg Trippstadt-Stelzenberg wurde bei mehreren internationalen Bildhauersymposien zwischen 1992 und 2009 südlich von Trippstadt angelegt.
- Der Skulpturenweg Karlstal wurde bei mehreren internationalen Bildhauersymposien zwischen 1990 und 1996 südlich von Trippstadt angelegt.
- Der Skulpturenweg Rodenbach entstand 1991 in Rodenbach durch eine Initiative der Gemeinde.
- Steine am Fluss, an einem Radweg zwischen Konz und Palzem entstand bei zwei Bildhauersymposien 1999 und 2001.
- Der Skulpturenweg Kandel entstand 1993 und wurde 2009 durch ein Holzbildhauer-Symposium erweitert.
- Der Skulpturenweg Rodalben entstand 1995 bei einem Bildhauersymposium.
- Der Skulpturenpark Alter Friedhof in Pirmasens entstand 1998 bei einem Bildhauersymposium. Er umfasst 10 Skulpturen.
- Das Skulpturenufer Remagen am linken Ufer des Rheines im Bereich der Stadt Remagen entstand 2002. Das Arp Museum und die Stadt Remagen planen die Aufstellung von 12 bis 14 Skulpturen.
- Der Skulpturenweg Bad Neuenahr-Ahrweiler entstand 2002 bei einem Bildhauersymposium.
- Der Skulpturenradweg Bitburg entstand 2003 und führt von Bitburg nach Steinheim (Luxemburg) in Luxemburg.
- Skulpturen am Fluss entstand 2007 und führt von Konz nach Serrig im Landkreis Trier-Saarburg.
- Steine für Steinwenden im Landkreis Kaiserslautern entstand 2012 bei einem Bildhauersymposium in privater Initiative.[18] Der Skulpturenweg umfasst 12 Werke.
- Rundwanderweg der Holzbildhauer-Kunst Gelbachtal besteht aus einem großen Rundwanderweg (ca. 14 km) und kleinen Rundwanderweg (ca. 7,5 km) an denen Holzskulpturen verschiedener Künstler zu sehen sind. <rev></rev>

### Saarland

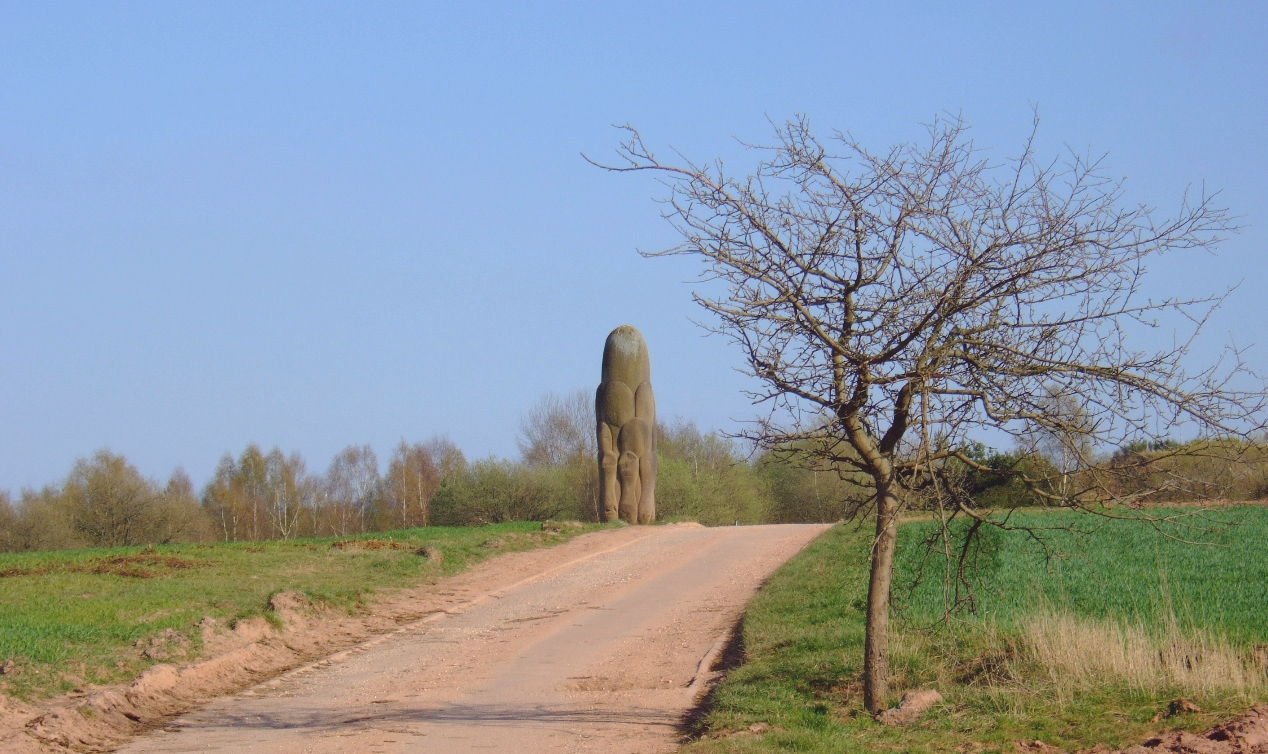
Straße der Skulpturen (St. Wendel)

- Die Straße der Skulpturen (St. Wendel) erstreckt sich zwischen St. Wendel und dem Bostalsee über ca. 25 Kilometer. Am Rand der Straße sind 38 Skulpturen zu sehen. Die Skulpturenstraße ist Teil der Straße des Friedens, die von Leo Kornbrust nach einer Idee des Bildhauers Otto Freundlich realisiert wurde.
- Steine an der Grenze nennt sich eine Skulpturenstraße entlang der deutsch-französischen Grenze auf den Höhen des Saargaues. Sie ist Teilstück der Straße des Friedens und umfasst z. Zt. 31 Plastiken (2008).

### Sachsen
- Skulpturenpfad zwischen Herrnhut und Großhennersdorf, hier werden entlang eines in der Landschaft gelegenen Wanderweges an 16  Stationen Kunstwerke zu christlichen Themen präsentiert.[19]
- In Lichtenstein/Sa., 1996 Austragungsort der ersten Sächsischen Landesgartenschau, wurde 2009/2010 ein Skulpturenpfad installiert. 15 Kunstwerke – überwiegend aus Holz können beim Rundgang entdeckt werden. Ein Großteil entstand während Holzbildhauersymposien im Daetz-Centrum, einer weltweit einzigartigen Ausstellung internationaler Holzbildhauerkunst, die zugleich Ausgangs- bzw. Endpunkt der Route ist. Der Pfad verbindet die Innenstadt Lichtensteins mit dem Schlosspalais.[20]

### Thüringen
- Am Rande des Nationalparks Hainich wurde zwischen Behringen und Hütscheroda/Wüstung Heßwinkel ein Skulpturenwanderweg von zwölf Kilometer Länge und ein Skulpturenpark eingerichtet. Jedes Jahr findet hier ein Bildhauersymposium statt.
- Seit 2009 entsteht ein Skulpturenweg im Kurpark und um den Burgsee in Bad Salzungen.
- Der Pummpälzweg verbindet Eisenach mit der Kurstadt Bad Salzungen, die hier aufgestellten etwa 30 Skulpturen und Holzschnitzarbeiten wurden von Schülern der Holzschnitzerschule Empfertshausen geschaffen.
- Seit 1996 bestehenden Kunstwanderweg in der Nähe von Kleinbreitenbach, der durch regelmäßige Symposien mit internationalen bildenden Künstler erweitert wird.[21]

## Skulpturenwege in anderen Staaten

### Australien
- Der Skulpturenweg der Universität New South Wales in Sydney zeigt 15 Werke australischer Bildhauer.

### Belgien
- In Walhorn, unweit von Aachen befindet sich seit Mai 2022 ein 3 Kilometer langer Skulpturenweg, der Teil des europäischen Skulpturenweges ist. Sieben europäische Künstler fertigten jeweils ein Kunstwerk aus lokalem Aachener Blaustein.[22]

### Großbritannien
- Die Cambridge Sculpture Trails bestehen aus einer Kombination von drei Skulpturenwegen, auf denen etwa 60 Skulpturen aufgestellt sind.

### Italien
- Vom Südtiroler Skulpturenwanderweg ist momentan ein etwa 18 Kilometer langer Abschnitt bei Lana fertiggestellt, an dem sich 21 Kunstwerke befinden. Eine Verlängerung in die benachbarten Gemeinden ist geplant.
- Die „ArteNatura Route“ als Teil des Projekts „Arte Sella“ im Val di Sella bei Borgo Valsugana in der Region Trentino-Südtirol ist ein ca. 3 km langer Skulpturenweg mit über 20 Kunstwerken verschiedener Künstler unterschiedlicher Nationalitäten.[23]

### Kroatien

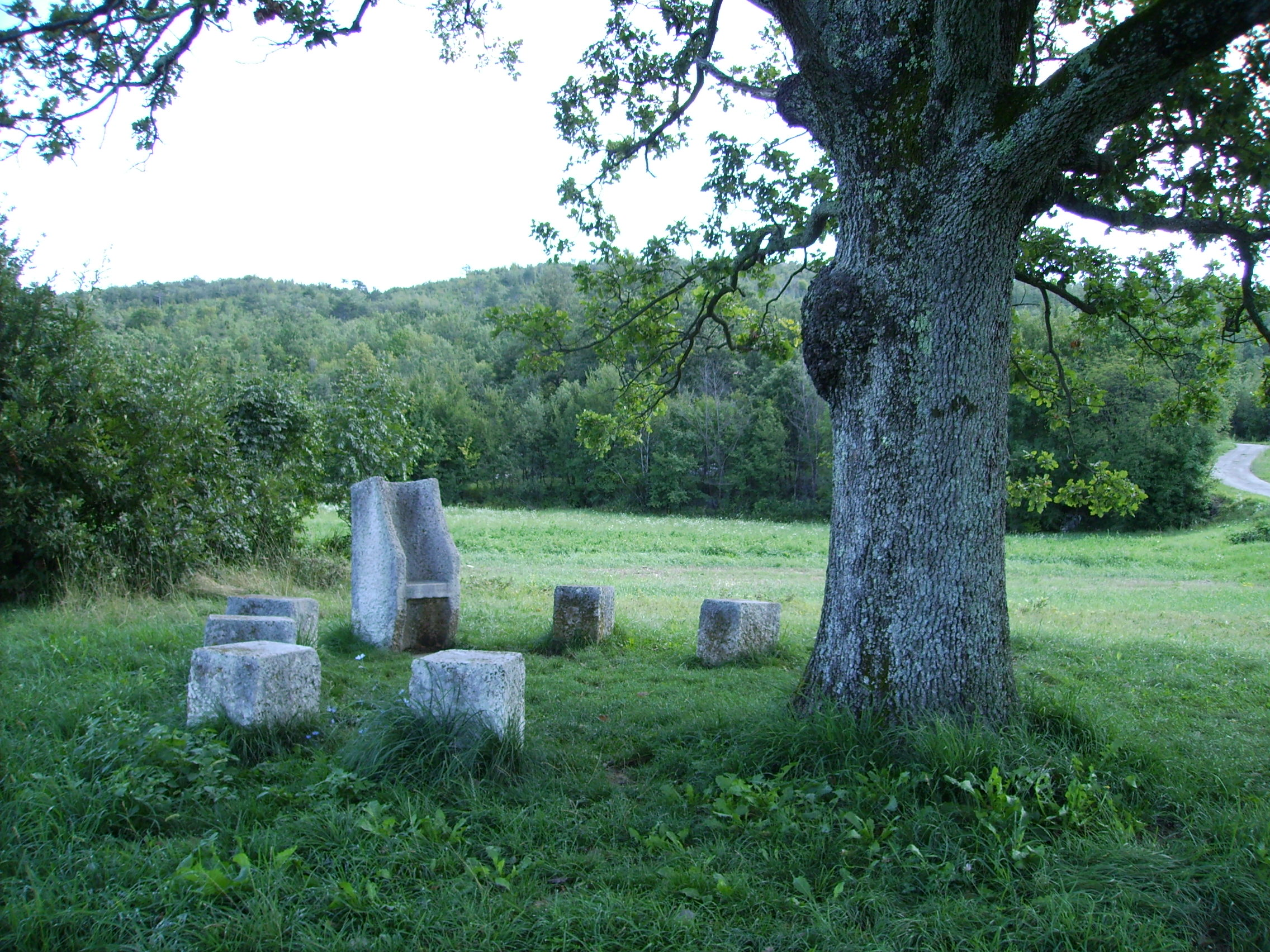
Glagolitische Allee, Station 3: Der Sitz des Kliment von Ohrid

- Auf der Halbinsel Istrien befindet sich die 6 Kilometer lange Glagolitische Allee zwischen Roč und Hum. Elf Denkmäler entlang der Allee erinnern an wichtige historische Stationen in der Entwicklung des altslawischen Schriftgutes.

### Niederlande
- Beeldenroute Westersingel in Rotterdam

### Österreich
- In Pöttsching befindet sich der Weg zu den „Skulpturen in der Landschaft“. Einige der von internationalen Künstlern ursprünglich im Rahmen des Bildhauersymposion St. Margarethen erschaffenen Skulpturen wurden hier im Heimatort von Karl Prantl aufgestellt.
- In Prigglitz können die Objekte der „Kunst in der Landschaft“ von Johannes und Charlotte Seidl erwandert werden.

### Schweden
- Skulpturenweg Katarina Bangata in Stockholm.

## Weitere Beispiele

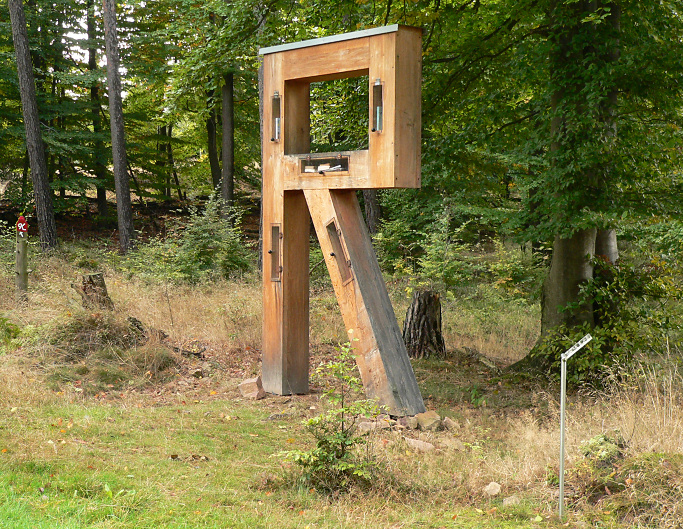
Kunstwanderweg Ars Natura

- Ars Natura als Kunstwanderweg in Mitteldeutschland auf zwei Fernwanderwegen
- Grenzbegegnungen – Wege zwischen Ost und West auf dem Höhenzug bei Eschlkam
- Kunstwanderweg Rednitzhembach
- Kunstpfad der Universität Ulm
- Pfinztaler Skulpturenweg
- Klufterner Kunstpfad